# Cissus robinsonii
Cissus robinsonii är en vinväxtart som först beskrevs av Henry Nicholas Ridley, och fick sitt nu gällande namn av William Grant Craib. Cissus robinsonii ingår i släktet Cissus och familjen vinväxter. Inga underarter finns listade i Catalogue of Life.